# Belgische wetgevende verkiezingen 1886
Gedeeltelijke wetgevende verkiezingen vonden plaats in België op dinsdag 8 juni 1886. 69 van de 138 Kamerzetels werden herverkozen, namelijk die in de provincies Henegouwen, Limburg, Luik en Oost-Vlaanderen.
Eerder in het jaar was er een opstand voor betere werk- en leefomstandigheden van arbeiders: de volksopstand van 1886.
De katholieken, die een grote overwinning behaalden in 1884, gingen er verder op vooruit. Met hun overwinning op de liberalen in het arrondissement Gent (8 zetels) hadden ze nu alle "Vlaamse" zetels in handen. De katholieken wonnen ook beide zetels in het arrondissement Borgworm en twee van de zeven in het arrondissement Charleroi.

## Henegouwen
In het arrondissement Aat (2 leden) zijn 1.814 stemmen uitgebracht. De liberalen Oswald de Kerchove de Denterghem en Florimond Durieu herverkozen. Tegenkandidaten Du Roy en Moligneaux verloren. 
In het arrondissement Doornik (4 leden) zijn de liberalen Jules Bara, Victor Carbonnelle, Louis Crombez, Idesbalde Defontaine verkozen.
In het arrondissement Charleroi (7 leden) zijn de liberalen Gustave Sabatier, Eudore Pirmez, Casimir Lambert, Victor Gillieaux, Emile Vandam en de katholieken Adolphe Drion du Chapois en Ferdinand Noël verkozen.
In het arrondissement Thuin (3 leden) zijn de liberalen Armand Anspach-Puissant, Georges Warocqué en Louis Gigot verkozen.
In het arrondissement Bergen (6 leden) zijn de liberalen Charles-Xavier Sainctelette en Auguste Houzeau de Lehaie verkozen. De liberalen Jean-Baptiste Pichuèque, Jules Carlier, Arthur Lescarts, Emile Hardy zijn verkozen na ballotage op 18 juni tegen kandidaten Corbisier, Harmignie, Masquelier en Steurs.
In het arrondissement Zinnik (3 leden) zijn liberalen Gustave Paternoster, Paul Scoumanne en Jules Thiriar verkozen.

## Oost-Vlaanderen
In het arrondissement Sint-Niklaas (3 leden) zijn de katholieken Theodoor Janssens, Stanislas Verwilghen en Joseph Nicolas Van Naemen herverkozen.
In het arrondissement Dendermonde (3 leden) zijn de katholieken Léon De Bruyn, Philippe De Kepper en Gustave Vanden Steen herverkozen.
In het arrondissement Aalst (4 leden) worden de katholieken Charles Woeste, Victor Van Wambeke, Louis De Sadeleer en Charles Verbrugghen herverkozen.
In het arrondissement Eeklo werd Joseph Kervyn de Lettenhove (katholiek) herverkozen.
In het arrondissement Gent (8 leden) werden de katholieken Paul de Smet de Naeyer, Victor Begerem, Achille Albert Eeman, Justin Van Cleemputte, Astère Vercruysse de Solart, Désiré Fiévé, Louis de Hemptinne en Léon de Moerman d'Harlebeke verkozen.
In het arrondissement Oudenaarde (3 leden) zijn de katholieken Florent De Bleeckere en Yves Magherman herverkozen en de katholiek Joseph Devolder nieuw verkozen (ter opvolging van de katholiek Edmond Van Brabandt).

## Limburg
Alle zittende (katholieke) volksvertegenwoordigers zijn herverkozen:
- In het arrondissement Hasselt (2 leden) zijn de katholieken Henri de Pitteurs-Hiegaerts en Joseph Thonissen herverkozen.
- In het arrondissement Maaseik (1 lid) is de katholiek Prosper Cornesse herverkozen zonder tegenkandidaat.
- In het arrondissement Tongeren (2 leden) zijn de katholieken François Meyers en Oscar de Schaetzen herverkozen.

## Luik
In het arrondissement Verviers (4 leden) zijn de zittende Léon d'Andrimont (lib.) en Auguste Loslever (kath.) herverkozen. Een tweede ronde (ballotage) vond plaats conform de wet van 15 juni 1886 tussen Charles Léopold Mallar (lib.), Guillaume Peltzer (lib.), Del Marmol en Fetweiss. De zittende leden Mallar en Peltzer wonnen.
In het arrondissement Luik (9 leden) zijn de zittende liberalen Walthère Frère-Orban, Alfred Magis, Xavier Neujean, Guillaume Fléchet, Emile Dupont, Julien Warnant, Octave Neef-Orban, Émile Jamme, Léopold Hanssens herverkozen.
In het arrondissement Hoei zijn de zittende liberalen Ferdinand de Macar en Joseph Warnant herverkozen.
In het arrondissement Borgworm zijn nieuwe liberale leden Ferdinand de Macar en Joseph Warnant verkozen ter vervanging van liberale leden Pierre Hallet en Pierre Jules Lejeune.

## Brabant
In Brussel vond een buitengewone verkiezing plaats:
- voor de vervanging van de overleden Julien Renson (Katholiek). Op 11 mei 1886 waren Karel Buls (liberaal), Paul Janson (liberaal) en Camille Jacmart (katholiek) kandidaat. Op 18 mei vond een ballotage plaats tussen Buls en Jacmart, waarbij Buls werd verkozen. Onder de liberale kandidaten was Buls Vlaamsgezind en gematigd en Janson van Waalse afkomst en progressiever.
- voor de vervanging van Gustave Van der Smissen (katholiek), die ontslag nam. Op 28 oktober 1886 werd Jules Guillery (Liberaal) verkozen, Anseele verloor.

## Verkozenen
- Kamer van volksvertegenwoordigers (samenstelling 1886-1890)